# Хіро Сага
Пані Хіро Сага (кит.: 嵯峨 浩; 16 квітня 1914, Токіо — 20 червня 1987, Пекін) — китайська письменниця. Дочка маркіза Сага і дальня родичка японського імператора Хірохіто. Після одруження в 1937 з Пуцзе, молодшим братом імператора Маньчжоу-го Пу І, стала відома як Айсін Ґьоро Хіро.

## Життєпис

### Ранні роки
Народилася в 1914 році в Токіо старшою дочкою в сім'ї маркіза Сането Сага. Сімейство Сага, з якого вона походила, належало до аристократичного стану куге.
У 1936 обрана як наречена для брата імператора Маньчжоу-го, Пуцзе, який закінчив Японську Армійську академію в Токіо і був готовий до одруження. Як це було прийнято на той час, Пуцзе вибрав її за фотографією, відхиливши інші варіанти. Враховуючи те, що його брат імператор Пу І та його дружина Вань Жун не мали дітей, це весілля могло б мати дипломатично вигідні для Японії наслідки, і було спрямоване як на зміцнення відносин між Маньчжоу-го та Японією, так і на впровадження етнічного японця лави маньчжурської імператорської сім'ї.
Заручини Хіро з Пуцзе відбулися в посольстві Маньчжоу-го в Токіо 2 лютого 1937, а офіційна весільна церемонія — 3 квітня в Залі Імператорської армії. У жовтні пара переїхала в Сіньцзін, столицю Маньчжоу-го. У шлюбі Хіро Сага народила дочок: першу в 1938, другу — в 1940.

### Після евакуації
Під час евакуації, викликаної радянським вторгненням до Маньчжурії влітку 1945, Хіро відокремлена від чоловіка. У той час, як він із братом намагалися втекти до Японії літаком (безуспішно, вони були захоплені радянськими солдатами), Сага Хіро та її молодша дочка були відправлені поїздом до Кореї разом із імператрицею Вань Жун. Цей потяг захопили китайські комуністи в Цзиліні в січні 1946. У квітні бранки переведені в Чанчунь, а через деякий час знову повернулися до Цзиліня. Коли сили Гоміньдану бомбили місто під час Громадянської війни в Китаї, ув'язнені були переведені до в'язниці Яньцзі.
Пізніше, вже після смерті імператорки Вань Жун, пані Хіро Сага та її дочка були доставлені до в'язниці в Шанхаї, а зрештою репатрійовані до Японії.
У 1961, після звільнення чоловіка з китайського табору для військових злочинців пара возз'єдналася з дозволу прем'єра Держради КНР Чжоу Еньлая і жила в Пекіні.
У 1987 році Хіро Сага померла. Похована на ділянці родини Айсіньгьоро в Сімоносекі (префектура Ямагуті), разом з чоловіком та старшою дочкою Хуейшен, яка загинула за нез'ясованих обставин у 1957 році.